# Mezquita Agha-Pasha
La mezquita de Agha Pasha (en griego: Τζαμί του Αγά Πασά/Tzamí tou Agá Pasá), también conocida como Vouleftikó (Βουλευτικό, «Parlamento»), es un edificio otomano en la ciudad griega de Nauplia, en el Peloponeso. Encargada por Agha Pasha, la mezquita albergó el primer Consejo de los Helenos entre 1825 y 1826. Hoy se utiliza como espacio cultural y de eventos. 

## Historia

### Fecha y patrocinador inciertos
Según una leyenda local, la mezquita fue erigida por Agha Pasha en un intento de expiacion por el crimen de dos venecianos que intentaban encontrar un tesoro enterrado durante la segunda ocupación de la República de Venecia. Se dice que el edificio se construyó con la fortuna descubierta. Sin embargo, el pasha, que vivía en las alturas de la obra, no vio el edificio terminado, ya que perdió la vida al caer desde su balcón.
Dada la falta de registros escritos irrefutables y los numerosos cambios de uso que han alterado la arquitectura original, se desconoce la fecha exacta de construcción de la mezquita. Las fuentes también difieren en cuanto a quién encargó el edificio. El nombre de Agha Pasha pudo ser identificado en los archivos otomanos como Ragıb Pasha, un general provincial (mirmiran), que residía en Nauplia y murió en agosto de 1820. La mezquita se terminó probablemente entre 1818 y 1820, según los planos del arquitecto Antónios Rigópoulos, natural de la aldea de Langádia, en Arcadia.
Sin embargo, la arqueóloga Sémni Karoúzou  y los autores de la publicación ministerial de referencia sobre la arquitectura otomana en Grecia  parten de la hipótesis más general de que se construyó entre finales del siglo XVIII y principios del XIX. Sin embargo, otros autores han dado fechas anteriores de 1716  y 1730.

### El primer Parlamento Helénico
Durante la Guerra de la Independencia, tras la toma de la ciudad por las fuerzas griegas en 1822, el nuevo órgano legislativo nacional permanente, conocido como el Vouleftikó, decidió restaurar la mezquita en ruinas en junio de 1824, para que sirviera de sede del Consejo de los Helenos. La obra se encargó al ingeniero militar en griego: Θεόδωρος Βαλλιάνος, Theódoros Valliános, y el contrato de 7000 kuruş se firmó el 12 de marzo de 1825. Para señalar la desacralización, los muros de la antigua mezquita fueron enlucidos y encalados. También se rehicieron los techos de las cúpulas y las aberturas, así como los espacios interiores, incluida la galería de madera elevada que antes estaba reservada a las mujeres.
La inauguración de la antigua mezquita como primer Parlamento de la Grecia moderna tuvo lugar el 21 de septiembre de 1825. El edificio acogió sesiones parlamentarias plenarias desde el otoño de 1825 hasta la primavera de 1826. El 2 de julio de 1827, durante los enfrentamientos entre revolucionarios, el monumento fue alcanzado por fuego de mortero, matando al diputado Chrístos Gerothanásis, que se encontraba en su interior. Este trágico suceso marcó el fin del uso parlamentario de la antigua mezquita de Agha Pasha.

### Una multitud de usos sucesivos
La mezquita de Agha Pasha se utilizó como salón de baile a principios del periodo de la Regencia, y posteriormente se convirtió en un tribunal de justicia. El lugar fue escenario del juicio de Dimítrios Plapoútas y Theodoros Kolokotronis. Al año siguiente se llevaron a cabo obras para transformar el edificio y la madrasa vecina en una prisión. La mezquita se utilizó como sala de audiencias a principios de la Regencia. El general Stáikos Staïkópoulos, responsable de la toma de la fortaleza Palamidi en noviembre de 1822, fue encarcelado aquí.
Entre 1915 y 1932, la mezquita se utilizó como almacén del cercano Museo Arqueológico de Nauplia. También sirvió de escuela, hospital, cuartel y, más recientemente, de conservatorio. Ahora es un espacio cultural y de eventos en la primera planta, mientras que la planta baja alberga la Galería Municipal de Nauplia.

## Arquitectura
El edificio, que da a la actual plaza Sýntagma, pertenece al tipo arquitectónico de las mezquitas elevadas de dos pisos (fevkani). La parte superior del edificio tiene una sala de oración rectangular y una imponente cúpula. El acceso desde la calle se realiza a través de una escalera que conduce a la fachada principal, donde dos hornacinas de mocárabes enmarcan la entrada. Un pórtico con tres cúpulas cubría originalmente la plaza actual, que fue destruida por un terremoto en 1910. El dintel de una de las puertas originales de la mezquita está compuesto por una columna procedente del yacimiento arqueológico de Micenas. La mampostería está constituida de un aparejo isódomo  de sillar de piedra caliza, posiblemente procedente del monasterio de Karakála, a unos 10 km al noreste de Nauplia. En el interior de la sala de oración, el mihrab con decoración pintada policromada fue descubierto en 1990 y puesto en valor durante las campañas de restauración de la mezquita entre 1994 y 1999.
En la parte inferior de la planta baja, la mezquita consta de diez pequeñas salas rectangulares, que fueron reorganizadas durante la transformación en prisión. Este espacio se utilizaba originalmente para actividades comerciales. Un pasillo común con la madrasa vecina proporcionaba una entrada secundaria para los mercaderes y conducía a la base del alminar en la esquina suroeste, del que hoy quedan pocos restos.

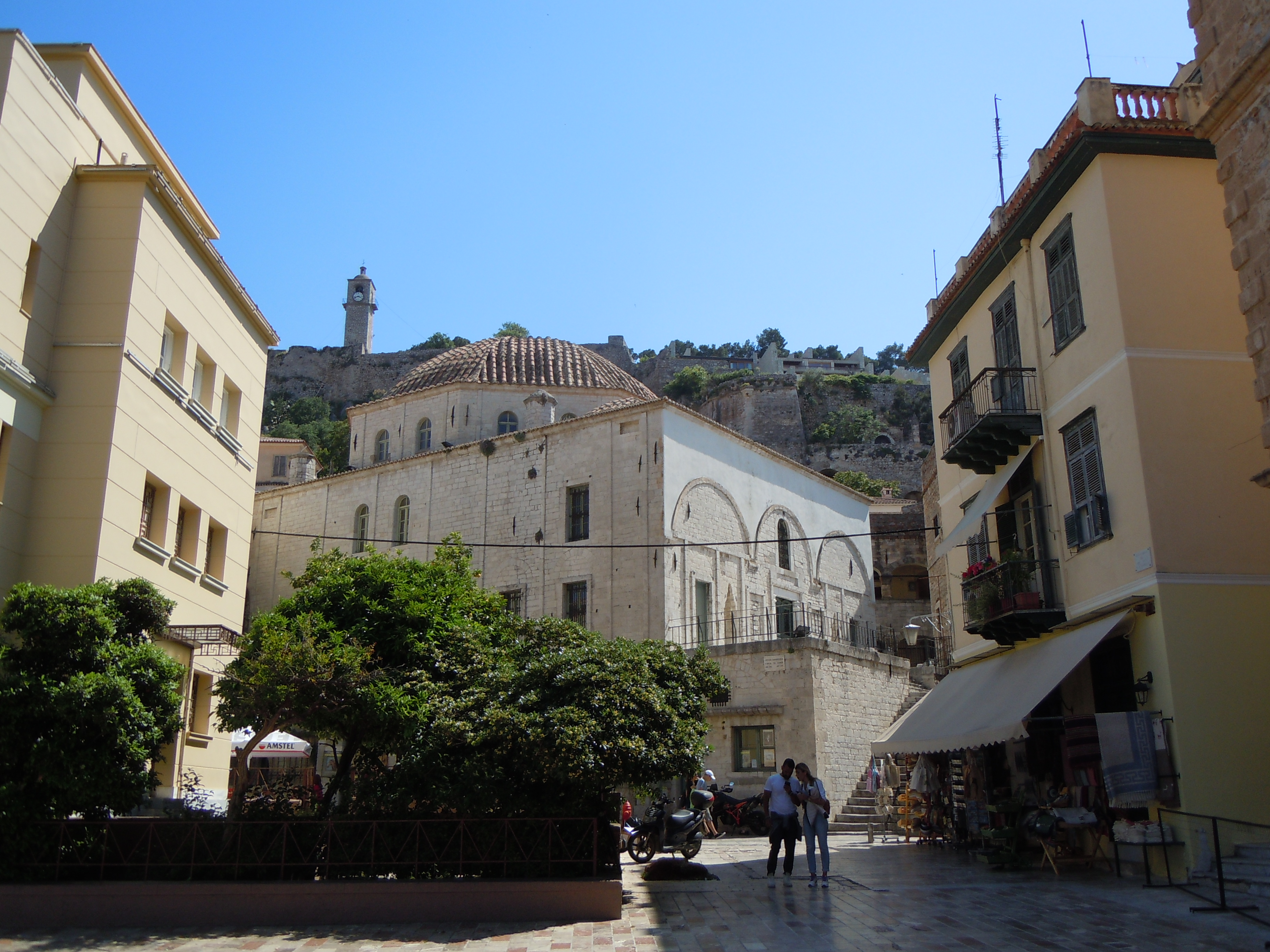
Vista de la mezquita desde la plaza Sýntagma en el norte.
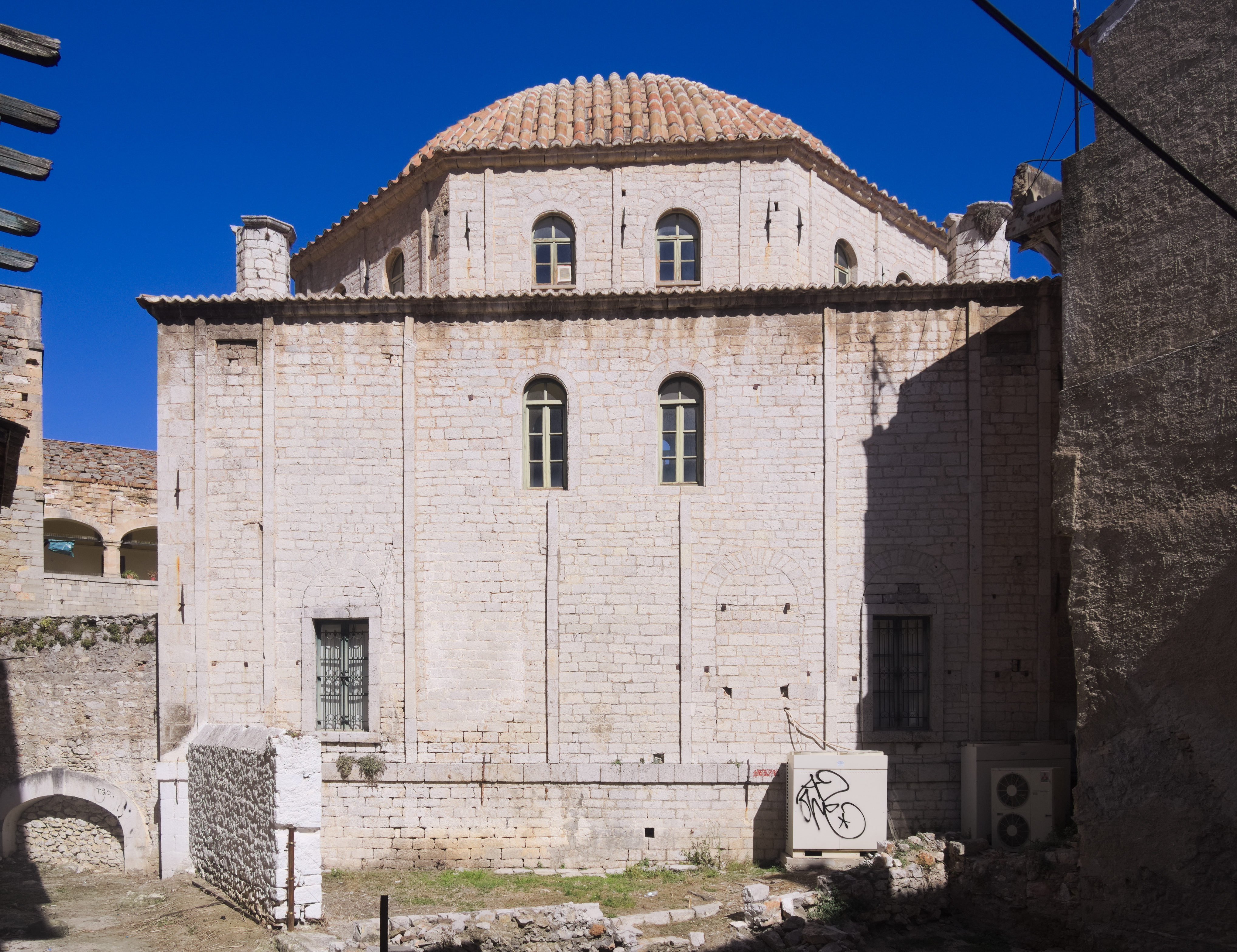
Vista de la fachada oriental.
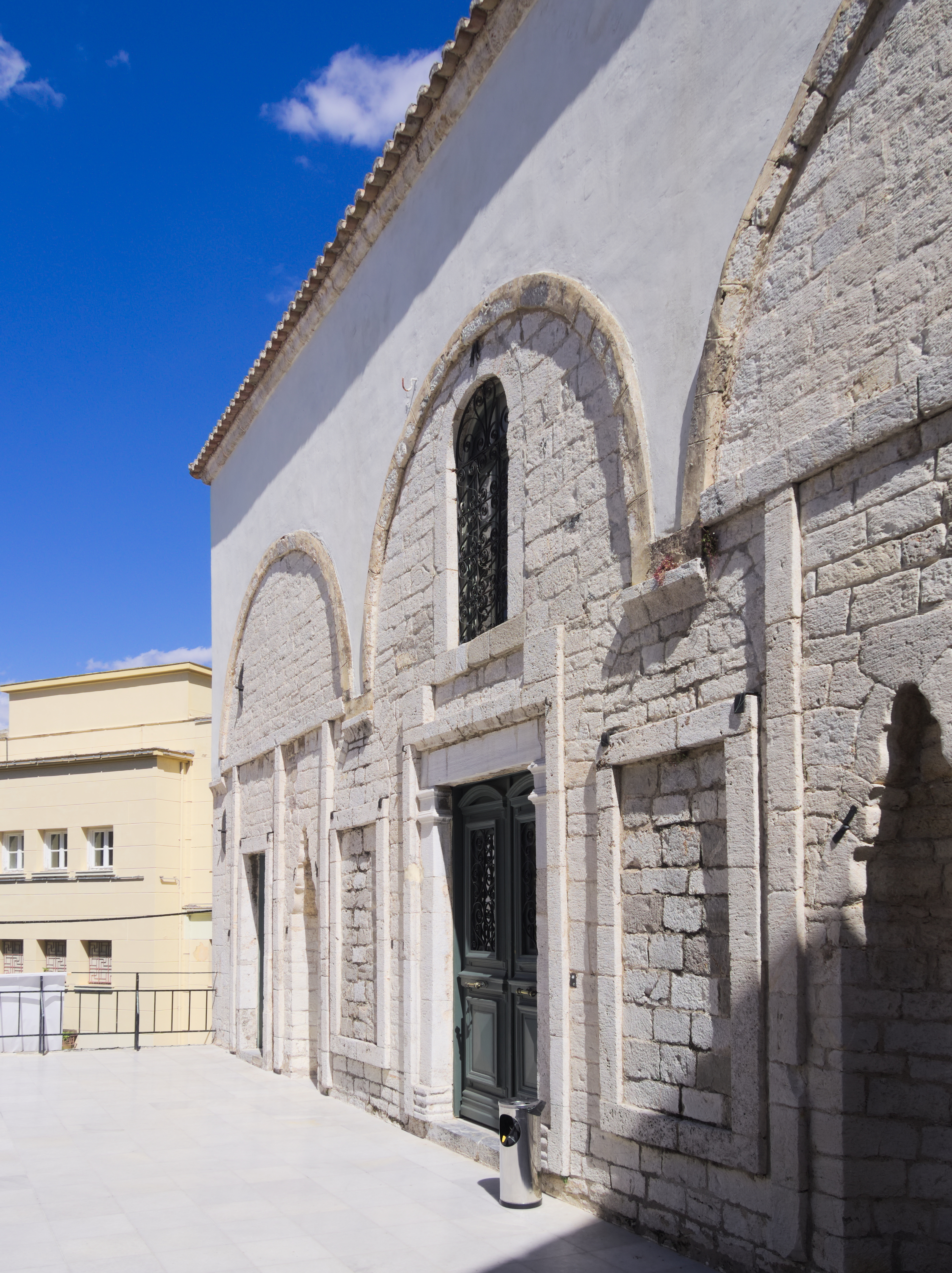
La fachada principal y los restos del pórtico.
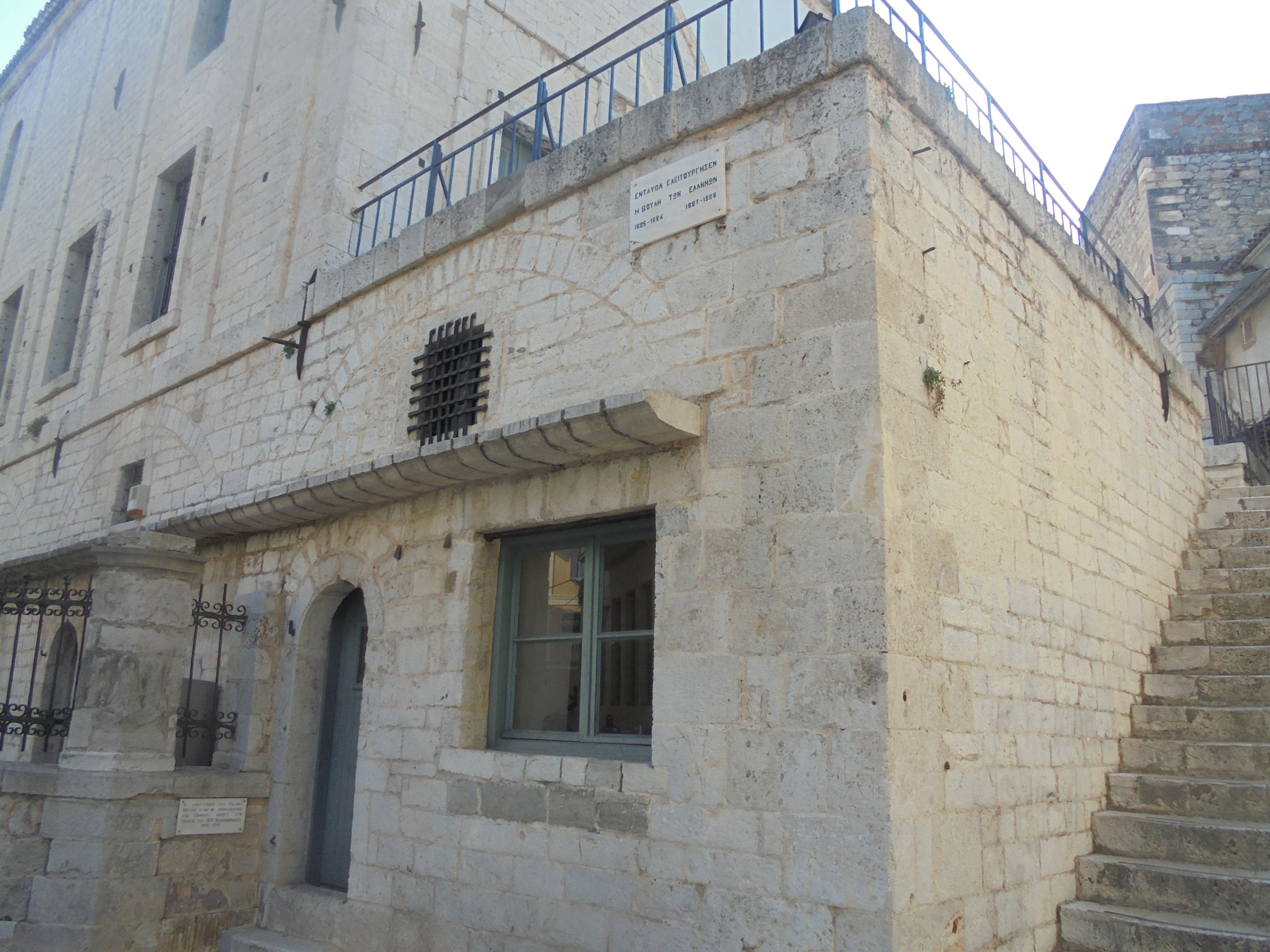
La parte inferior de la mezquita.